# Chris Innes
Chris Innes (Broxburn, 13 juli 1976) is een Schotse voetballer (verdediger) die sinds 2010 voor de Schotse eersteklasser Inverness CT uitkomt. Voordien speelde hij onder meer voor Kilmarnock FC, Dundee United FC, Gretna FC en St. Mirren FC.